# Alain Gerber
Pour les articles homonymes, voir Gerber.
Œuvres principales
- Le Verger du diable

Alain Gerber, né le 31 août 1943 à Belfort, est un écrivain et critique de jazz français.

## Biographie
En tant que critique musical, Alain Gerber collabore à de nombreuses revues de jazz depuis 1964 dont Jazz Magazine et Diapason et écrit de nombreuses notes de disques. Il est également romancier.
À partir de 1971, il produit et présente des émissions sur le jazz sur France Musique et France Culture. À la suite de Lucien Malson, il supervise l'émission hebdomadaire Black and Blue qui s'applique à commenter le jazz dans tous ses états. Il s'entoure d'intervenants réguliers comme le saxophoniste Jean-Louis Chautemps ou le batteur Georges Paczynski.
Il est l'auteur d'une pièce radiophonique sur Billie Holiday, Un oiseau au plumage de fumée, et de nombreuses séries d'émissions, dans Le Temps des musiciens ou Le jazz est un roman, qu'il consacre aux grands noms du jazz, Lester Young, Sonny Rollins, Chet Baker, Louis Armstrong, Clifford Brown, Bill Evans….
Après de nombreux essais sur le jazz, il se lance dans le roman-jazz avec Chet en 2002, dans lequel le musicien devient personnage de roman et plus objet d'analyse.  Il poursuit dans la même voie romanesque avec Louie, 2002, Charlie, 2005 et Lady Day : histoire d'amours, 2005, Miles, 2007. De ces romans, il donna une lecture sur les ondes de France Musique, commençant l'hiver 2002-2003 avec Chet.
Pilier historique du jazz à Radio France, il est remercié sans manière avec plusieurs autres spécialistes de la même génération, à la fin de la saison 2007-2008.

## Œuvres

### Romans
- 1975 : La Couleur orange, Robert Laffont
- 1976 : Le Buffet de la gare, Robert Laffont
- 1977 : Le Plaisir des sens, Robert Laffont
- 1979 : Le Faubourg des coups-de-trique, Robert Laffont
- 1980 : Une sorte de bleu, Robert Laffont

Prix Eugène-Dabit du roman populiste 1982
- 1981 : Le Jade et l'Obsidienne, Robert Laffont
- 1982 : Le Lapin de lune, Robert Laffont
- 1984 : Une rumeur d'éléphant, Robert Laffont
- 1986 : Les Heureux Jours de Monsieur Ghichka, Robert Laffont
- 1987 :  La Trace-aux-esclaves, Grasset

Prix Mottart de l’Académie française 1988
- 1989 : Le Verger du diable, Grasset

Prix Interallié
- 1991 : Cinq citadelles de sable. Volume 1, Mylenya ou La maison du silence, Robert Laffont
- 1992 : Cinq citadelles de sable. Volume 2, Une citadelle de sable, Robert Laffont
- 1992 : Montréal blues, Table rase/Manya
- 1993 : Cinq citadelles de sable. Volume 3, La porte d'oubli, Robert Laffont
- 1993 : Jeter l'encre, Isoète
- 1994 : L'Aile du temps, Robert Laffont
- 1996 : Les Débuts difficiles de l'écrivain Nathan Typpesh, Rocher
- 1996 : Quatre saisons à Venise, Robert Laffont
- 1997 : La petite ombre qui court dans l'herbe, Robert Laffont
- 1998 : Le Sourire de Chaco, Rocher
- 1999 : Les Petites Chaises de Myrtiosa, Rocher
- 2000 : On dirait qu'on serait, Fayard
- 2001 : Jours de brume sur les hauts plateaux, Fayard
- 2001 : Chet, Fayard
- 2002 : Louie, Fayard

Prix du livre de jazz
- 2005 : Charlie, Fayard
- 2005 : Lady Day : histoire d'amours, Fayard
- 2007 : Paul Desmond et le côté féminin du monde, Fayard
- 2007 : Miles, Fayard
- 2008 : L'Étrange Destin de George General Grice Jr., dit Gigi Gryce, Pertuis, Rouge Profond, coll. « Birdland »
- 2009 : Blues, Fayard
- 2010 :  Insensiblement, Django, Fayard
- 2011 : Longueur du temps, Alter ego
- 2011 : Je te verrai dans mes rêves, Fayard
- 2012 : Le Central, Fayard
- 2013 : Une année sabbatique, Éditions de Fallois
- 2017 : Fumées d'automne
- 2018 : Souvenirs d'une invisible, Marivole
- 2019 : La Hache, Ramsay éditions

### Littérature jeunesse
- 1990 : Le Faubourg des coups-de-trique, L'École des loisirs
- 1996 : La Vie buissonnière, illustré par André Julliard, Bayard jeunesse
- 2004 : Le Roi du jazz, histoire de deux amis de couleurs différentes, Bayard jeunesse

### Nouvelles
- 1982 : Les Jours de vin et de roses

Prix Goncourt de la nouvelle
- 1996 : Ce qu'on voit dans les yeux d'Iliyana Karopi, Rocher

### Essais
- 1985 et 2004 : Le Cas Coltrane, préface de Francis Marmande, Marseille, Éditions Parenthèses
- 1990 : Portraits en jazz, Renaudot
- 1998 : Fiesta In Blue, vol. 1, textes sur le Jazz, Alive

Prix du livre de jazz
- 1999 : Fiesta In Blue, vol. 2, textes sur le Jazz, Alive

Prix Charles Delaunay de l'Académie du jazz
- 2000 : Lester Young : une odeur de brouillard brûlé , Fayard

Prix de l'Académie Charles-Cros
- 2001 : Clifford Brown, le roman d'un enfant sage, Fayard
- 2001 : Bill Evans, Fayard
- 2003 : Jack Teagarden : pluie d'étoiles sur l'Alabama, Fayard
- 2007 : Balades en jazz, Gallimard
- 2008 : Frankie, le sultan des pâmoisons, Fayard
- 2012 : Petit Dictionnaire incomplet des Incompris, Alter Ego

Prix du livre de jazz décerné par l'Académie du jazz
- 2014 : Bu, Bud, Bird, Mingus, Martial et autres fauteurs de trouble, Alter Ego

## Discographie
- 2002 : Le jazz est un roman

### Collection «The Quintessence» dirigée par Alain Gerber
Grand prix de l'académie du jazz/Grand prix de l'académie Charles-Cros, aux éditions Frémeaux & Associés, regroupant les grandes figures du jazz parmi lesquelles : 
- Billie Holiday, Vol 1, New York-Los Angeles, 1935-1944
- Louis Armstrong, Vol 1, New York-Chicago, 1925-1940
- Django Reinhardt, Vol 1, Paris-Bruxelles, 1934-1943
- Stan Getz, New York-Los Angeles-Stockholm-Boston, 1945-1951
- Duke Ellington, Vol 2, Chicago-New York-Hollywood, 1928-1950
- Sidney Bechet, New York-Glovesville-Chicago, 1932-1943
- Sarah Vaughan, New York, 1944-1948
- Miles Davis, 1945-1951
- Dizzy Gillespie, New York-Chicago, 1940-1947
- Ella Fitzgerald, Vol 1, New York, 1936-1948
- Lester Young, Vol 1, Chicago-New York-Los Angeles, 1936-1944
- Chet Baker, Los Angeles-Paris-Ann Arbor, 1953-1956
- Charlie Mingus, New York-Los Angeles, 1947-1960
- Art Blakey & The Jazz Messengers, New York-Paris, 1947-1959
- Modern Jazz Quartet, New York-Stockholm-Lennox, 1952-1960
- Dave Brubeck & Paul Desmond, San Francisco-New York-Los Angeles, 1948-1959
- Ahmad Jamal, Chicago-New York-Washington, 1952-1960
- Max Roach, New York-Toronto-Newport, 1951-1960
- Frank Sinatra, New York-Hollywood, 1939-1955
- Martial Solal, Paris, 1956-1962